# Hell on High Heels
«Hell on High Heels» es una canción de la banda estadounidense de hard rock Mötley Crüe. La canción fue lanzada como sencillo, y fue el primer sencillo de su álbum de 2000 New Tattoo. La canción llegó al número 13 en las listas del Mainstream Rock.